# Bertha van Kent
De heilige Bertha (rond 539 - overleden in 612) was de rooms-katholieke echtgenote van de Kentse koning Æthelberht van Kent.
Bertha was een dochter van de Frankische koning Charibert en zijn eerste vrouw Ingoberga. Toen zij de heidense koning Æthelberht van Kent huwde, kreeg zij het recht om het christelijk geloof te blijven belijden. Hiertoe bracht zij Liudhard, haar eigen hofkapelaan mee naar Kent. Wanneer dit huwelijk precies plaatsvond is niet bekend, maar het moet zo tussen 555-560 geweest zijn..
Zij herstelde in Canterbury een christelijke kerk, die dateerde uit de Romeinse periode, die 150 jaar eerder was geëindigd. Zij wijdde deze kerk aan Sint-Maarten. In haar laatste jaren was zij een grote steun voor Augustinus van Canterbury, de leider van de Gregoriaanse missie, bij de kerstening van Kent en omliggende gebieden. Bertha werd in 597 gedoopt. De Kentse hoofdstad Canterbury werd de moederkerk van Engeland.

## Voetnoten
1. ↑  Vrouwen trouwden in die tijd op jonge leeftijd